# Collutoire
Un collutoire est un médicament spécifiquement conçu ou présenté pour traiter les douleurs et/ou infections de la cavité buccale, de plus en plus souvent sous forme de spray et autrefois souvent en badigeonnage, en usages préventifs et/ou curatifs. Il s'agit le plus souvent de médicaments contenant une ou plusieurs molécules biocides (antiseptiques).